# Dukla
Dukla es una localidad situada en el municipio homónimo, en el voivodato de Subcarpacia, Polonia. Tiene una población estimada, a inicios de 2024, de 1971 habitantes.